# Balsam kanadyjski
Balsam kanadyjski – ekstrakt z żywicy jodły balsamicznej (Abies balsamea), charakteryzujący się współczynnikiem załamania światła identycznym lub bardzo zbliżonym do wielu gatunków szkła optycznego. Przez wiele lat był wykorzystywany w przemyśle optycznym do klejenia ze sobą elementów optycznych. Spoina charakteryzuje się niewielką wytrzymałością cieplną, a jej utworzenie wymaga względnie długiego czasu. Z tych przyczyn współczesny przemysł optyczny ucieka się do stosowania syntetycznych spoin. Balsam kanadyjski nadal jest stosowany w mikroskopii optycznej do klejenia preparatów oraz do utrwalania cienkich szlifów mineralnych w badaniach minerałów. Rozpuszcza się w ksylenie, toluenie, benzenie i innych rozpuszczalnikach organicznych, w zetknięciu z powietrzem stopniowo gęstnieje aż do stwardnienia.